# 상어 공격

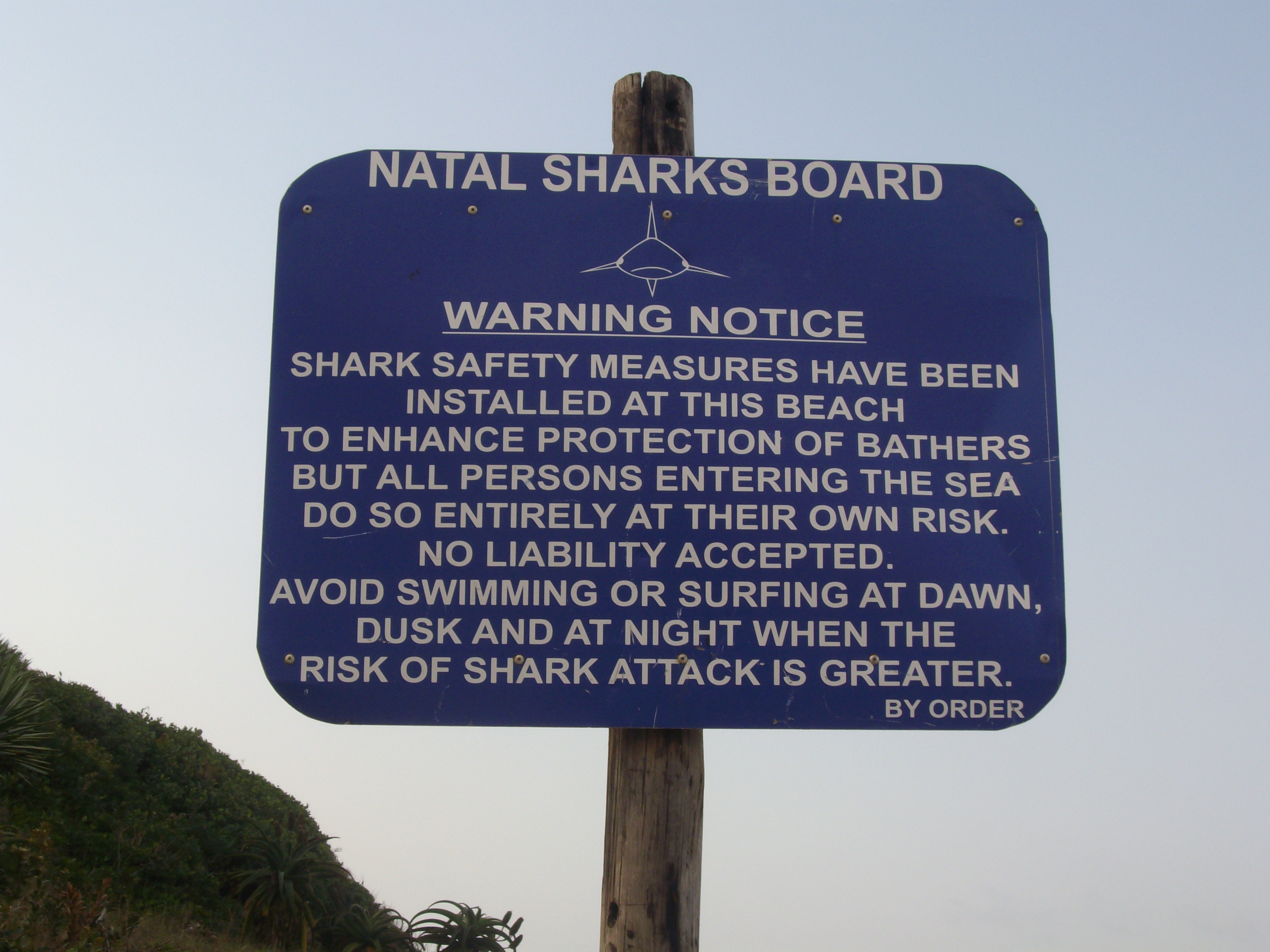
상어의 존재를 알리는 경고문

상어 공격( - 攻擊, 영어: shark attack)은 주로 인간이 상어에 공격 당하는 사건을 말한다. 매년 많은 사람들이 상어에게 공격당하지만 대부분 생존하여 부상을 입을 뿐이다. 상어가 공격하는 현상이 잦지 않음에도 불구하고 상어에 대한 공포는 일부 사건과 죠스같은 영화에 의해 증대된 것이 크다. 많은 전문가들은 상어에 대한 공포는 과장 되었으며, 심지어 "죠스 현상"을 만든 피터 벤츠리 또한 죽기 전에 상어가 사람을 잡아먹는 무시무시한 생물이라는 선입견을 덜기 위한 시도를 하였다.

## 같이 보기
- 상어공격 예방(영어판)